# Caribbean Cup 2005
De Caribbean Cup 2005 was de 13e editie van het internationale voetbaltoernooi voor de leden van de Caraïbische Voetbalunie (CFU). Het toernooi werd van 20 februari tot en met 24 februari 2005 gehouden in Barbados. Jamaica won voor 3e keer dit toernooi. Voor het eerst bestond het hoofdtoernooi uit een finalepoule van 4 landen. Die vier landen spelen allemaal een keer tegen elkaar. Het land dat aan het eind bovenaan staat wint het toernooi. Voordat het toernooi van start ging konden landen zich kwalificeren door een kwalificatietoernooi. Dat startte in oktober 2004. Dat kwalificatietoernooi werd gespeeld in 3 rondes. De eerste ronde is een groepsfase en de laatste daarna 2 rondes knockoutfase. De Caribbean Cup 2005 gold ook als kwalificatietoernooi voor de CONCACAF Gold Cup 2005. De nummers 1 tot en met 3 plaatsen zich rechtstreeks.

## Deelnemers
| Ronde                                   | Landen | Aantal |
| --------------------------------------- | --- | ------ |
| Starten in de Kwalificatie – Groepsfase | Groep A - Jamaica - Haïti - Sint-Maarten - Amerikaanse Maagdeneilanden - Sint Maarten Groep B - Frans-Guyana - Martinique - Guadeloupe - Dominica Groep C - Cuba - Bahama's - Turks- en Caicoseilanden - Nederlandse Antillen - Guyana - Dominicaanse Republiek Groep D - Trinidad en Tobago - Grenada - Puerto Rico - Suriname Groep E - Saint Vincent en de Grenadines - Britse Maagdeneilanden - Bermuda - Kaaimaneilanden - Aruba Groep F - Saint Kitts en Nevis - Antigua en Barbuda - Montserrat - Anguilla | 21     |
| Start in Finalegroep                    | - Barbados (Gastland) | 1      |

## Kwalificatie – Eerste ronde

### Groep A
Sint Maarten trok zich terug uit deze poule. 
| Team                        | Gsp | W | G | V | DV | DT | DS  | Ptn |
| --------------------------- | --- | - | - | - | -- | -- | --- | --- |
| Jamaica                     | 3   | 3 | 0 | 0 | 26 | 2  | +24 | 9   |
| Haïti                       | 3   | 2 | 0 | 1 | 14 | 3  | +11 | 6   |
| Sint-Maarten                | 3   | 0 | 1 | 2 | 0  | 14 | –14 | 1   |
| Amerikaanse Maagdeneilanden | 3   | 0 | 1 | 2 | 1  | 22 | –21 | 1   |

|                  |                                                                                          |        |              |                    |
| 24 november 2004 | Jamaica                                                                                  | 12 – 0 | Sint-Maarten | Kingston (Jamaica) |
| 24 november 2004 | Dean 2' 11' 30' Hue 10' Shelton 17' 39' 45' 52' Stephenson 18' Scarlett 20' 85' West 54' |        |              | Kingston (Jamaica) |

|                  | |        |                             |                    |
| 24 november 2004 | Haïti | 11 – 0 | Amerikaanse Maagdeneilanden | Kingston (Jamaica) |
| 24 november 2004 | Mesidor 13' 30' 48' Ulcena 15' 78' Saint-Preux 33' Chéry 40' 90+1' Lormera 57' Germain 64' Thelamour 87' |        |                             | Kingston (Jamaica) |

|                  | |        |                             |                    |
| 26 november 2004 | Jamaica                                                                                                | 11 – 1 | Amerikaanse Maagdeneilanden | Kingston (Jamaica) |
| 26 november 2004 | Shelton 9' Dean 23' 32' Hue 36' 53' 56' Stephenson 40' Williams 50' Davis 64' Bennett 67' Priestly 68' |        | Lauro 72'                   | Kingston (Jamaica) |

|                  |                         |       |              |                    |
| 26 november 2004 | Haïti                   | 2 – 0 | Sint-Maarten | Kingston (Jamaica) |
| 26 november 2004 | Bruny 25' Thelamour 67' |       |              | Kingston (Jamaica) |

|                  |                                     |       |            |                    |
| 28 november 2004 | Jamaica                             | 3 – 1 | Haïti      | Kingston (Jamaica) |
| 28 november 2004 | Stephenson 20' Dean 22' Shelton 32' |       | Ulcena 41' | Kingston (Jamaica) |

|                  |                             |       |              |                    |
| 28 november 2004 | Amerikaanse Maagdeneilanden | 0 – 0 | Sint-Maarten | Kingston (Jamaica) |
| 28 november 2004 |                             |       |              | Kingston (Jamaica) |

### Groep B
| Team         | Gsp | W | G | V | DV | DT | DS  | Ptn |
| ------------ | --- | - | - | - | -- | -- | --- | --- |
| Frans-Guyana | 3   | 2 | 1 | 0 | 5  | 0  | +5  | 7   |
| Martinique   | 3   | 1 | 2 | 0 | 5  | 1  | +4  | 5   |
| Guadeloupe   | 3   | 1 | 1 | 1 | 7  | 1  | +6  | 4   |
| Dominica     | 3   | 0 | 0 | 3 | 1  | 16 | –15 | 0   |

|                  |             |       |                                                 |            |
| 10 november 2004 | Dominica    | 1 – 5 | Martinique                                      | Martinique |
| 10 november 2004 | Peltier 39' |       | Bullet 28' 44' Goron 43' Percin 58' Thalien 87' | Martinique |

|                  |            |            |              |            |
| 10 november 2004 | Guadeloupe | 0 – 1      | Frans-Guyana | Martinique |
| 10 november 2004 |            | Cosset 52' |              | Martinique |

|                  |          |                                                           |            |            |
| 12 november 2004 | Dominica | 0 – 7                                                     | Guadeloupe | Martinique |
| 12 november 2004 |          | Percin 13' 39' Mocka 23' 26' 35' Laurent 47' Cassubie 76' |            | Martinique |

|                  |            |       |              |            |
| 12 november 2004 | Martinique | 0 – 0 | Frans-Guyana | Martinique |
| 12 november 2004 |            |       |              | Martinique |

|                  |          |                                          |              |            |
| 14 november 2004 | Dominica | 0 – 4                                    | Frans-Guyana | Martinique |
| 14 november 2004 |          | Boecasse 4' Martinon 70' Breleur 78' 85' |              | Martinique |

|                  |            |       |            |            |
| 14 november 2004 | Guadeloupe | 0 – 0 | Martinique | Martinique |
| 14 november 2004 |            |       |            | Martinique |

### Groep C
Turks- en Caicoseilanden,  Nederlandse Antillen,  Guyana,  Dominicaanse Republiek en  Bahama's trokken zich allemaal terug uit deze poule. Daardoor plaatste Cuba zich automatisch voor de knockoutfase van dit kwalificatietoernooi.

### Groep D
| Team               | Gsp | W | G | V | DV | DT | DS | Ptn |
| ------------------ | --- | - | - | - | -- | -- | -- | --- |
| Trinidad en Tobago | 3   | 3 | 0 | 0 | 8  | 0  | +8 | 9   |
| Grenada            | 3   | 1 | 1 | 1 | 7  | 6  | +1 | 4   |
| Suriname           | 3   | 0 | 2 | 1 | 3  | 4  | –1 | 2   |
| Puerto Rico        | 3   | 0 | 1 | 2 | 3  | 11 | –8 | 1   |

|                  |                                            |       |             |                    |
| 24 november 2004 | Trinidad en Tobago                         | 5 – 0 | Puerto Rico | Trinidad en Tobago |
| 24 november 2004 | Glen 13' 43' 48' King 81' (pen.) Smith 89' |       |             | Trinidad en Tobago |

|                  |                        |       |                                 |                    |
| 24 november 2004 | Grenada                | 2 – 2 | Suriname                        | Trinidad en Tobago |
| 24 november 2004 | Charles 46' Bishop 50' |       | Modeste 27' (e.d.) Senvliet 59' | Trinidad en Tobago |

|                  |                     |       |         |                    |
| 26 november 2004 | Trinidad en Tobago  | 2 – 0 | Grenada | Trinidad en Tobago |
| 26 november 2004 | Pierre 22' Gray 49' |       |         | Trinidad en Tobago |

|                  |              |       |             |                    |
| 26 november 2004 | Suriname     | 1 – 1 | Puerto Rico | Trinidad en Tobago |
| 26 november 2004 | Senvliet 45' |       | Ortiz 79'   | Trinidad en Tobago |

|                  |                    |       |          |                    |
| 28 november 2004 | Trinidad en Tobago | 1 – 0 | Suriname | Trinidad en Tobago |
| 28 november 2004 | Glen 65'           |       |          | Trinidad en Tobago |

|                  |                                                                  |       |                       |                    |
| 28 november 2004 | Grenada                                                          | 5 – 2 | Puerto Rico           | Trinidad en Tobago |
| 28 november 2004 | Vélez 1' (e.d.) Charles 3' Rennie 58' Williams 68' Langaigne 75' |       | García 85' Nieves 86' | Trinidad en Tobago |

### Groep E
| Team                           | Gsp            | W              | G              | V              | DV             | DT             | DS             | Ptn            |
| ------------------------------ | -------------- | -------------- | -------------- | -------------- | -------------- | -------------- | -------------- | -------------- |
| Saint Vincent en de Grenadines | 3              | 1              | 2              | 0              | 8              | 4              | +4             | 5              |
| Britse Maagdeneilanden         | 3              | 1              | 1              | 1              | 3              | 2              | +1             | 4              |
| Bermuda                        | 3              | 1              | 1              | 1              | 5              | 6              | –1             | 4              |
| Kaaimaneilanden                | 3              | 1              | 0              | 2              | 2              | 6              | –4             | 3              |
| Aruba                          | Teruggetrokken | Teruggetrokken | Teruggetrokken | Teruggetrokken | Teruggetrokken | Teruggetrokken | Teruggetrokken | Teruggetrokken |

|                  |                                |       |                        |                                |
| 24 november 2004 | Saint Vincent en de Grenadines | 1 – 1 | Britse Maagdeneilanden | Saint Vincent en de Grenadines |
| 24 november 2004 | Forde 69'                      |       | Haynes 53'             | Saint Vincent en de Grenadines |

|                  |                   |       |                 |                                |
| 24 november 2004 | Bermuda           | 2 – 1 | Kaaimaneilanden | Saint Vincent en de Grenadines |
| 24 november 2004 | Smith 4' Hill 34' |       | Berry 48'       | Saint Vincent en de Grenadines |

|                  |                                 |       |                             |                                |
| 26 november 2004 | Saint Vincent en de Grenadines  | 3 – 3 | Bermuda                     | Saint Vincent en de Grenadines |
| 26 november 2004 | Pierre 7' Haynes 52' Samuel 54' |       | Smith 45' Lowe 79' Ming 89' | Saint Vincent en de Grenadines |

|                  |                        |               |                 |                                |
| 26 november 2004 | Britse Maagdeneilanden | 0 – 1         | Kaaimaneilanden | Saint Vincent en de Grenadines |
| 26 november 2004 |                        | Whittaker 49' |                 | Saint Vincent en de Grenadines |

|                  |                                               |       |                 |                                |
| 28 november 2004 | Saint Vincent en de Grenadines                | 4 – 0 | Kaaimaneilanden | Saint Vincent en de Grenadines |
| 28 november 2004 | Samuel 20' 51' Forde 43' (pen.) Gonsalves 80' |       |                 | Saint Vincent en de Grenadines |

|                  |                        |       |         |                                |
| 28 november 2004 | Britse Maagdeneilanden | 2 – 0 | Bermuda | Saint Vincent en de Grenadines |
| 28 november 2004 | James 12' 24'          |       |         | Saint Vincent en de Grenadines |

### Groep F
Anguilla trok zich terug uit deze poule. 
| Team                 | Gsp | W | G | V | DV | DT | DS | Ptn |
| -------------------- | --- | - | - | - | -- | -- | -- | --- |
| Saint Kitts en Nevis | 3   | 2 | 1 | 0 | 9  | 2  | +7 | 7   |
| Saint Lucia          | 3   | 2 | 1 | 0 | 6  | 2  | +4 | 7   |
| Antigua en Barbuda   | 3   | 1 | 0 | 2 | 6  | 8  | –2 | 3   |
| Montserrat           | 3   | 0 | 0 | 3 | 5  | 14 | –9 | 0   |

|                 |                                                       |       |            |                      |
| 31 oktober 2004 | Saint Kitts en Nevis                                  | 6 – 1 | Montserrat | Saint Kitts en Nevis |
| 31 oktober 2004 | Francis 10' 45' 86' Cannonier 36' Isaac 57' Hodge 83' |       | Adams 81'  | Saint Kitts en Nevis |

|                 |                                                              |       |                                            |                      |
| 2 november 2004 | Antigua en Barbuda                                           | 5 – 4 | Montserrat                                 | Saint Kitts en Nevis |
| 2 november 2004 | Hawson 30' (e.d.) Frederick 53' Gonsalves 67' 82' Thomas 72' |       | Bramble 38' Fox 41' Mendes 50' Farrell 61' | Saint Kitts en Nevis |

|                 |                      |       |             |                      |
| 2 november 2004 | Saint Kitts en Nevis | 1 – 1 | Saint Lucia | Saint Kitts en Nevis |
| 2 november 2004 | Francis 14'          |       | Gilbert 67' | Saint Kitts en Nevis |

|                 |             |       |            |                      |
| 4 november 2004 | Saint Lucia | 3 – 0 | Montserrat | Saint Kitts en Nevis |
| 4 november 2004 | W.O         |       |            | Saint Kitts en Nevis |

|                 |                        |       |                    |                      |
| 4 november 2004 | Saint Kitts en Nevis   | 2 – 0 | Antigua en Barbuda | Saint Kitts en Nevis |
| 4 november 2004 | Sargeant 34' Isaac 45' |       |                    | Saint Kitts en Nevis |

|                 |                      |       |                    |                      |
| 6 november 2004 | Saint Lucia          | 2 – 1 | Antigua en Barbuda | Saint Kitts en Nevis |
| 6 november 2004 | Elva 22' Gilbert 27' |       | Dublin 65'         | Saint Kitts en Nevis |

## Kwalificatie – Tweede ronde
|                  |           |       |                      |       |
| 12 december 2004 | Haïti     | 1 – 0 | Saint Kitts en Nevis | Haïti |
| 12 december 2004 | Cadet 62' |       |                      | Haïti |

|                  |                      |                        |       |                      |
| 15 december 2004 | Saint Kitts en Nevis | 0 – 2                  | Haïti | Saint Kitts en Nevis |
| 15 december 2004 |                      | Cadet 17' Dorcelus 70' |       | Saint Kitts en Nevis |

|                  |             |       |              |             |
| 12 december 2004 | Saint Lucia | 1 – 1 | Jamaica      | Saint Lucia |
| 12 december 2004 | Joseph 23'  |       | Priestly 44' | Saint Lucia |

|                  |                 |       |             |         |
| 19 december 2004 | Jamaica         | 2 – 1 | Saint Lucia | Jamaica |
| 19 december 2004 | Dean 1' Hue 67' |       | Elva 23'    | Jamaica |

|                  |                        |                                     |                    |                        |
| 12 december 2004 | Britse Maagdeneilanden | 0 – 4                               | Trinidad en Tobago | Britse Maagdeneilanden |
| 12 december 2004 |                        | Pierre 7' 65' Jemmott 69' Spann 70' |                    | Britse Maagdeneilanden |

|                  |                    |       |                        |                    |
| 19 december 2004 | Trinidad en Tobago | 2 – 0 | Britse Maagdeneilanden | Trinidad en Tobago |
| 19 december 2004 | Pierre 22' Eve 62' |       |                        | Trinidad en Tobago |

|                  |                                |       |            |                                |
| 12 december 2004 | Saint Vincent en de Grenadines | 3 – 1 | Grenada    | Saint Vincent en de Grenadines |
| 12 december 2004 | Samuel 10' Guy 22' Velox 60'   |       | Rennie 56' | Saint Vincent en de Grenadines |

|                  |         |            |                                |         |
| 19 december 2004 | Grenada | 0 – 1      | Saint Vincent en de Grenadines | Grenada |
| 19 december 2004 |         | Francis 6' |                                | Grenada |

|                  |                       |       |            |      |
| 12 december 2004 | Cuba                  | 2 – 0 | Martinique | Cuba |
| 12 december 2004 | Faife 30' Galindo 87' |       |            | Cuba |

|                  |            |                       |      |            |
| 21 december 2004 | Martinique | 0 – 2                 | Cuba | Martinique |
| 21 december 2004 |            | Cervantes 9' More 62' |      | Martinique |

 Frans-Guyana kreeg een Bye en plaatste zich voor de volgende kwalificatieronde.

## Kwalificatie – Derde ronde
|                |                                                                                               |       |              |         |
| 8 januari 2005 | Jamaica                                                                                       | 5 – 0 | Frans-Guyana | Jamaica |
| 8 januari 2005 | Jermaine Hue 13' Damion Stewart 57' Luton Shelton 62' Robert Scarlett 75' Teofore Bennett 83' |       |              | Jamaica |

|                 |              |       |         |              |
| 15 januari 2005 | Frans-Guyana | 0 – 0 | Jamaica | Frans Guyana |
| 15 januari 2005 |              |       |         | Frans Guyana |

|                |                                             |       |                                |                    |
| 9 januari 2005 | Trinidad en Tobago                          | 3 – 1 | Saint Vincent en de Grenadines | Trinidad en Tobago |
| 9 januari 2005 | Gary Glasgow 51' Leslie Fitzpatrick 54' 62' |       | Renson Haynes 24'              | Trinidad en Tobago |

|                 |                                |       |                    |                                |
| 16 januari 2005 | Saint Vincent en de Grenadines | 1 – 0 | Trinidad en Tobago | Saint Vincent en de Grenadines |
| 16 januari 2005 | Matthew Forde 65' (pen.)       |       |                    | Saint Vincent en de Grenadines |

|                |       |                    |      |       |
| 9 januari 2005 | Haïti | 0 – 1              | Cuba | Haïti |
| 9 januari 2005 |       | Maikel Galindo 51' |      | Haïti |

|                 |                     |              |                    |      |
| 16 januari 2005 | Cuba                | 1 – 1 (n.v.) | Haïti              | Cuba |
| 16 januari 2005 | Yenier Márquez 112' |              | Eliphene Cadet 59' | Cuba |

## Gekwalificeerde landen
| Ploeg              | Kwalificatie | Aantal deelnames | Beste prestatie |
| ------------------ | ------------ | ---------------- | --------------- |
| Barbados           | Gastland     | 5                | Groepsfase      |
| Jamaica            | Derde ronde  | 10               | Winnaar         |
| Cuba               | Derde ronde  | 6                | Tweede          |
| Trinidad en Tobago | Derde ronde  | 13               | Winnaar         |

## Stadion
| Saint Michael                                |
| -------------------------------------------- |
| Barbados National Stadium Capaciteit: 15.000 |
| · Saint Michael Speellocatie ( Barbados)     |

## Finalegroep
| Team               | Gsp | W | G | V | DV | DT | DS | Ptn |
| ------------------ | --- | - | - | - | -- | -- | -- | --- |
| Jamaica            | 3   | 3 | 0 | 0 | 4  | 1  | +3 | 9   |
| Cuba               | 3   | 2 | 0 | 1 | 5  | 2  | +3 | 6   |
| Trinidad en Tobago | 3   | 1 | 0 | 2 | 5  | 6  | –1 | 3   |
| Barbados           | 3   | 0 | 0 | 3 | 2  | 7  | –5 | 0   |

|                  |                          |       |                    |                                                   |
| 20 februari 2005 | Jamaica                  | 2 – 1 | Trinidad en Tobago | Barbados National Stadium Saint Michael, Barbados |
| 20 februari 2005 | Shelton 13' Williams 35' |       | Pierre 37'         | Barbados National Stadium Saint Michael, Barbados |

|                  |          |                          |      |                                                   |
| 20 februari 2005 | Barbados | 0 – 3                    | Cuba | Barbados National Stadium Saint Michael, Barbados |
| 20 februari 2005 |          | More 24' 71' Galindo 90' |      | Barbados National Stadium Saint Michael, Barbados |

|                  |              |       |                    |                                                   |
| 22 februari 2005 | Cuba         | 2 – 1 | Trinidad en Tobago | Barbados National Stadium Saint Michael, Barbados |
| 22 februari 2005 | More 23' 47' |       | Cornell Glen 13'   | Barbados National Stadium Saint Michael, Barbados |

|                  |             |       |          |                                                   |
| 22 februari 2005 | Jamaica     | 1 – 0 | Barbados | Barbados National Stadium Saint Michael, Barbados |
| 22 februari 2005 | Williams 8' |       |          | Barbados National Stadium Saint Michael, Barbados |

|                  |      |             |         |                                                   |
| 24 februari 2005 | Cuba | 0 – 1       | Jamaica | Barbados National Stadium Saint Michael, Barbados |
| 24 februari 2005 |      | Shelton 48' |         | Barbados National Stadium Saint Michael, Barbados |

|                  |                            |       |                     |                                                   |
| 24 februari 2005 | Trinidad en Tobago         | 3 – 2 | Barbados            | Barbados National Stadium Saint Michael, Barbados |
| 24 februari 2005 | Smith 11' Glen 30' Eve 84' |       | Forde 32' Lucas 86' | Barbados National Stadium Saint Michael, Barbados |

| Kampioen Caribbean Cup 2005 |
| --------------------------- |
|                             |
| JAMAICA 3e titel            |

Geplaatst voor de CONCACAF Gold Cup 2005
- Jamaica
- Trinidad en Tobago
- Cuba